# Садченко, Анна Сергеевна
Анна Сергеевна Садченко (бел. Ганна Сяргееўна Садчанка; род. 2 июня 1999 года, Бобруйск, Беларусь) — белорусская спортсменка, борец вольного стиля. Двукратная чемпионка Республики Беларусь. Мастер спорта по вольной борьбе.

## Спортивная карьера
Анна бронзовая призёрка первенства Европы среди кадетов 2016 (до 17 лет), на данном первенстве в 1/8 финала она одолела польку Викторию Чолудж, в четвертьфинале гречанку Марию Ампатзи, в полуфинале уступила венгерке Туенде Элекес, в схватке за бронзовую медаль она выиграла украинку Анастасию Лавренчук Участница чемпионатов мира и Европы среди юниоров 2017, 2018 и 2019 годов. Выступила на взрослом Чемпионате Европы 2018 в Каспийске (Дагестан, Россия), но выбыла в первом же круге, уступив австрийке Мартине Кюнц. На Чемпионате Европы 2020 в Италии уступила в мало финале чемпионке мира Алле Черкасовой из Украины. В 2021 году стала третьей на первый играх стран СНГ в Казани (Татарстан, Россия) в весовой категории до 68 кг. В 2023 стала чемпионкой Республики Беларусь. Участница чемпионата мира 2023 в Сербии.  В ноябре 2023 года стала финалисткой гран-при "Александр Медведь", который прошёл в Минске. В июне 2025 года выиграла во второй раз чемпионат Республики Беларусь.

## Спортивные результаты
- 2016 Первенство Европы среди кадетов — ;
- 2021 Первые игры стран СНГ — ;
- 2023, 2025,  Чемпионат Беларуси — ;
- 2023 Гран-при Александр Медведь — ;
- 2024 игры БРИКС — ;[11]

## Личная информация
Анна является выпускницей Могилёвского государственного университета.